# Humlab
Humlab är en enhet vid Umeå universitet som bedriver forskning, undervisning och experimentell verksamhet inom Digital humaniora. 
Organisatoriskt hör Humlab till den humanistiska fakulteten vid Umeå universitet. Enhetens digitala laboratorium ligger på universitetets campus i samma byggnad som Umeå universitetsbibliotek vid Umeå universitet. Föreståndare sedan augusti 2021 är Karin Danielsson. 

## Humlabs föreståndare
- 2000–2001: Torbjörn Johansson
- 2001–2014: Patrik Svensson
- 2014–2015: Cecilia Lindhé
- 2015–2020: Stefan Gelfgren
- 2020–2021: Ulf Sandqvist
- 2021– : Karin Danielsson

## Humlab (laboratoriet)
1998 beslutade humanistiska fakulteten vid Umeå universitet att stödja uppbyggandet av ett digitalt laboratorium för forskare och studenter inom de humanistiska ämnena. Från starten år 1991 användes en lokal som var cirka 280 kvm. År 2008 utökades Humlab med ytterligare en lokal, till totalt ca 500 kvm. I Humlab finns bland annat ett "skärmlandskap" med 11 skärmar, som  har använts i konstprojekt och för att visualisera forskning.
Efter ombyggnationer nyinvigdes Humlab i januari 2018, nu även med utrymmen för en ljudstudio och ett så kallat maker space.

## Relaterade publikationer
- Barrett, James (2009). ”Spacing creation: the HUMlab Second life project”. Learning and teaching in the virtual world of second life / (2009) S.167-183. Libris 11307645
- Buckland, Philip I.; Hammarlund Dan, Hjärthner-Holdar Eva, Lidén Kerstin, Lindahl Anders, Palm Fredrik, Possnert Göran (2015) (på engelska). The Strategic Environmental Archaeology Database a resource for international, multiproxy and transdisciplinary studies of environmental and climatic change. Libris oai:DiVA.org:umu-109421. http://umu.diva-portal.org/smash/get/diva2:857111/FULLTEXT01.pdf
- Cocq, Coppélie & Johansson, Anna. Digital humanioras blinda fläck, eller: vad kan etnografi bidra med?  In: Digital humaniora. Humaniora i en digital tid, Daidalos (2017). Ed. Pennlert, Julia
- Gelfgren, Stefan (2014). ”Upplevelse, skapande, digitala medier och religionsundervisning”. Interaktiva medier och lärandemiljöer (Malmö : Gleerups Utbildning AB):  sid. 101-112. Libris oai:DiVA.org:umu-94520
- Palm, Fredrik; Edlund Lars-Erik (2013) (på engelska). Data mining, visualisation and publishing of Atlas of Nordic Dialects. Libris oai:DiVA.org:umu-8169. http://umu.diva-portal.org/smash/get/diva2:658166/FULLTEXT01.pdf
- Mähler, Roger; Palm Fredrik (2015) (på engelska). Implementing and sustaining a DH infrastructur The HUMlab experience. Umeå: Umeå universitet, HUMlab. Libris oai:DiVA.org:umu-108184. http://umu.diva-portal.org/smash/get/diva2:851338/FULLTEXT01.pdf
- Svensson, Patrik (2004). ”Från penna till SMS: teknik, kropp och språk”. Thule (Umeå: Umeå universitet, Humlab):  sid. 19–30. http://urn.kb.se/resolve?urn=urn:nbn:se:umu:diva-11711. Läst 22 juni 2016.